# 女史 (星官)
女史是中国古代星官名，属三垣之中的紫微垣的左垣。指掌管有关王后礼仪等事的女官，也可能是指主铜壶漏刻和时间的女官。女史星官由一星组成，在现在通用的88星座中属于天龙座。

## 女史一星
| 中國星名 | 現代星名 | 所屬星座 | 備註 |
| -------- | -------- | -------- | ---- |
| 女史     | 34 Dra   | 天龍座   |      |

## 女史增一星
清钦天监1752年编成《仪象考成》星表，女史增加了1颗肉眼可见的星。
| 中國星名 | 現代星名        | 所屬星座 | 備註 |
| -------- | --------------- | -------- | ---- |
| 女史增一 | ψ Dra A\ψ Dra B | 天龍座   |      |

## 相关记载
- 《甘石星經》: 女史一星在柱下史北，長寄件中船漏洞鏡，主時要事也。
- 《周禮‧天官‧女史》：女史，掌王后之禮職，掌內治之貳。